# Beommul-dong
Beommul-dong (koreanska: 범물동) är en stadsdel i staden Daegu i den sydöstra delen av Sydkorea,  245 km sydost om huvudstaden Seoul. Den ligger i stadsdistriktet Suseong-gu.

## Indelning
Administrativt är Beommul-dong indelat i:
| Namn    | Namn               | Yta km² | Invånare 31 dec 2020 |
| ------- | ------------------ | ------- | -------------------- |
| 범물1동 | Beommul 1(il)-dong | 5,44    | 11 693               |
| 범물2동 | Beommul 2(i)-dong  | 2,33    | 17 219               |